# Olympische Jugend-Winterspiele 2016/Teilnehmer (Luxemburg)
| Gelbes Symbol für Goldmedaillen mit stilisierten Olympischen Ringen | Graues Symbol für Silbermedaillen mit stilisierten Olympischen Ringen | Braundes Symbol für Bronzemedaillen mit stilisierten Olympischen Ringen |
| ------------------------------------------------------------------- | --------------------------------------------------------------------- | ----------------------------------------------------------------------- |
| —                                                                   | —                                                                     | —                                                                       |

Luxemburg nahm an den Olympischen Jugend-Winterspielen 2016 in Lillehammer mit einem Athleten in einer Sportart teil.

## Sportarten

### Ski Alpin
| Jungen        |              |             |     |             |     |             |     |
| Matthieu Osch | Super-G      |             |     |             |     | 1:14,88 min | 34  |
| Matthieu Osch | Riesenslalom | 1:26,49 min | 37  | 1:23,93 min | 28  | 2:50,42 min | 28  |
| Matthieu Osch | Slalom       | DNF         | DNF | DNF         | DNF | DNF         | DNF |
| Matthieu Osch | Kombination  | DNF         | DNF | DNF         | DNF | DNF         | DNF |